# Turistická značená trasa 8614
 Turistická značená trasa č. 8614 měří 4,3 km; spojuje rozcestí Močidlo v Lubochnianské dolině a vrchol Borišov v centrální části pohoří Velká Fatra na Slovensku. Končí v Národní přírodní rezervaci Borišov.

## Průběh trasy
Od rozcestí Močidlo stoupá prudčeji zalesněnou dolinou (mimo závěr) k Chatě pod Borišovom a odtud prudce na vrchol Borišov. V závěrečné části poskytuje panoramatické výhledy na hlavní třeben pohoř a vrchol Ploská.
| Km  | Místo                       | Navazující a křižující trasy                                                      | Souřadnice                      | Nadm. výška  |
| --- | --------------------------- | --------------------------------------------------------------------------------- | ------------------------------- | ------------ |
| 0   | Močidlo                     | 0858                                                                              | 48°57′5″ s. š., 19°8′16″ v. d.  | 875 m n. m.  |
| 3,5 | Chata pod Borišovom - rázc. | Naučná stezka Hrebeňom Veľkej Fatry, 0870 (Velkofatranská magistrála), 5600, 2733 | 48°56′27″ s. š., 19°5′58″ v. d. | 1270 m n. m. |
| 3,7 | Chata pod Borišovom         | 2733                                                                              | 48°56′26″ s. š., 19°5′51″ v. d. | 1300 m n. m. |
| 4,3 | Borišov                     |                                                                                   | 48°56′29″ s. š., 19°5′24″ v. d. | 1510 m n. m. |